# Bohumil Hrabal
Bohumil Hrabal (pronúncia checa: [ˈboɦumɪl ˈɦrabal]) (Brno, 28 de Março de 1914 – Praga, 3 de fevereiro de 1997) foi um escritor checo, considerado por muitos checos como um dos melhores escritores do século 20.

## Biografia e carreira
Bohumil Hrabal nasceu em Brno (Balbínova ul. 47, distrito de Židenice) no que era então a província de Moravia, no império Austro-húngaro de uma mãe solteira, Marie Božena Kiliánová (n. 1894 - f. 10 de fevereiro de 1970). De acordo com os organizadores de uma recente exposição sobre Hrabal em Brno, o seu pai biológico foi "provavelmente" Bohumil Blecha (b. 1893-d, 1970), que era um ano mais velho que Maria, um amigo da vizinhança e filho de um professor. Os pais de Marie opuseram-se à ideia de sua filha se casar com Blecha, que estava prestes a entrar no exército imperial. Blecha serviu na frente italiana, antes de ficar inválido em serviço. A filha de Blecha, Drahomíra Blechová-Kalvodová, diz que seu pai lhe disse, quando ela tinha 18 anos, que Hrabal era seu meio-irmão. Bohumil e o seu pai biológico nunca se reuniram, formalmente, de acordo com Blechová-Kalvodová. Hrabal e Blechová-Kalvodová reuniram-se duas vezes; uma nota numa imagem, de 1994, diz: "À irmã Drahomíra, Hrabal! 28. 3. 94."
Hrabal foi batizado como Bohumil František Kilián. Até à idade de três anos, ele viveu principalmente com os avós, Kateřina Kiliánová (nascida Bartlová)(f. 1950) e Tomáš Kilián (f. 1925, um descendente de um soldado francês ferido na batalha de Austerlitz, na periferia de Brno), em Brno, enquanto sua mãe trabalhava em Polná, como ajudante de guarda-livros numa cervejaria da cidade. Ela trabalhou lá com seu futuro marido, František Hrabal (n. 1889 - f. 5 de junho de 1966); um František Hrabal foi listado como padrinho de Bohumil quando ele foi batizado a 4 de fevereiro de 1914, mas František foi também o primeiro nome do futuro avô de Bohumil, um comerciante de refrigerantes. František Hrabal, padrasto de Hrabal, era um amigo do provável pai biológico de Hrabal, de acordo com Blechová-Kalvodová.
Marie e František casaram-se em fevereiro de 1917, pouco antes do segundo aniversário de Bohumil. O meio-irmão de Hrabal, Břetislav Josef Hrabal, nascido mais tarde naquele ano (n. 25 de setembro de 1916 - f. 30 de Maio de 1985); Břetislav (Slávek) é conhecido por ter sido um excelente contador de histórias. A família mudou-se em agosto de 1919 para Nymburk, uma pequena cidade nas margens do Labe (Elba), onde František Hrabal se tornou gestor de cervejaria. Ambos os pais de Hraba eram atores amadores.
O tio de Hrabal foi Bohuslav Kilián (1892-1942), um advogado, jornalista e editor das revistas culturais Salon e Měsíc (este último tinha uma versão em alemão, Der Monat, que foi distribuído por toda a Europa, mas não na Alemanha Nazi).
Em 1920, Hrabal começou os estudos na escola primária Nymburk. Em setembro de 1925, passou um ano numa escola de gramática em Brno (agora Gymnázium třída Kapitána Jaroše, que mais tarde foi frequentado por outro famoso escritor checo, Milan Kundera). Ele chumbou no primeiro ano; mais tarde, frequentou uma escola secundária técnica em Nymburk. Lá também lutou para se concentrar nos seus estudos, apesar de aulas extras dadas pelo seu tio.
Em junho de 1934, Hrabal deixou a escola com um certificado que certifica que ele poderia ser considerado para um lugar na universidade num curso técnico. Hrabal teve aulas particulares em latim, durante um ano, passando um exame de estado na cidade de Cesky Brod com o grau "adequado" em 3 de outubro de 1935. Quatro dias depois, em 7 de outubro de 1935, inscreveu-se na Universidade Charles de Praga para estudar para uma licenciatura em Direito. Terminou o curso em Março de 1946, quando as universidades checas foram fechadas durante a ocupação Nazi, desde novembro de 1939. Durante a guerra, trabalhou como trabalhador ferroviário e despachante em Kostomlaty, perto de Nymburk, uma experiência refletida numa das suas obras mais conhecidas Ostře sledované vlaky (Observados de Perto os Trens). Trabalhou também como agente de seguros (setembro de 1946 - julho de 1947), caixeiro-viajante (setembro de 1947 – 1949) e como um trabalhador manual juntamente com o artista gráfico Vladimír Boudník na siderurgia Kladno (1949-1952), uma experiência que inspirou os textos "hiper-realistas" que foi escrevendo na altura. Depois de uma grave lesão, trabalhou numa fábrica de reciclagem no distrito  Libeň de Praga como arrumador de papel (outubro de 1954 - fevereiro de 1959), antes de trabalhar como ajudante de palco (18 de fevereiro de 1959 – 1 de janeiro de 1962) no Teatro S. K. Neumann (Divadlo S. K. Neumanna, agora Divadlo pod Palmovkou).
Hrabal viveu na cidade a partir do final da década de 1940 em diante (1950-1973) no número 24 da Hrázi ul. em Praga - Libeň; esta foi demolida na primavera de 1988. Em 1956, Hrabal casou-se com Eliška Plevová ('Pipsi' para Hrabal, e em algumas das suas obras), de 30 anos, (n. 3 de Maio de 1926), filha de Karel Pleva, um procurador e gerente de uma fábrica de madeira na cidade de Břeclav na Morávia do Sul . Em 1965, o casal comprou uma casa de campo em Kersko, perto de Nymburk; a casa tornou-se a casa dos seus numerosos gatos. Eliška morreu em 1987 (31 de agosto).
Hrabal começou como poeta, produzindo uma colectânea de poesia lírica, em 1948 (Ztracená ulička). Esta foi retirada de circulação quando o regime comunista foi estabelecido. No início da década de 1950, Hrabal foi um membro de um grupo literário clandestino gerido por Jiří Kolář, um artista, poeta, crítico e figura central da cultura checoslovaca. (Outro membro do grupo foi o romancista José Škvorecký.) Hrabal produziu histórias para o grupo, mas não procurou publicação.
Duas histórias de Hrabal (Hovory lidí) apareceram em 1956 como um suplemento anual de Zprávy spolku českých bibliofilů (Relatório da Associação Checa de Bibliófilos). Teve uma tiragem de 250. O primeiro livro de Hrabal foi retirado uma semana antes da publicação, em 1959. Ele foi eventualmente publicado em 1963, como Perlička na dně (Pérola no Fundo). No mesmo ano, tornou-se um escritor por profissão. Taneční hodiny pro starší um pokročilé (Aulas de Dança para os de Idade Avançada) e, de seguida, em 1964, e Ostře sledované vlaky (Comboios rigorosamente vigiados), em 1965.
Após a invasão da Checoslováquia pelas tropas do Pacto de Varsóvia, em 1968, Hrabal foi proibido de publicar. Em 1970, dois de seus livros – Domácí úkoly e Poupata – foram banidos depois de terem sido impressos e encadernados, mas antes que fossem distribuídos. Nos anos seguintes, ele publicou várias das suas obras mais conhecidas clandestinamente (samizdat) edições (incluindo Městečko, o kde se zastavil čas [A Pequena Cidade Onde o Tempo Parou] e Obsluhoval jsem anglického krále [eu servi o Rei da Inglaterra]).
Em 1975, Hrabal deu uma entrevista para a publicação Tvorba em que fez comentários "auto-críticos" que permitiram que alguns de seus trabalhos tenham aparecido impressos. Alguns comentários mostram inserções editoriais ("como escritor checo eu me sinto conectado com o povo checo, com o seu passado e futuro Socialista [itálicos adicionados]"). Alguns jovens dissidentes ficaram indignados – alguns queimaram os seus livros e o cantor Karel Kryl chamou-o de "prostituta". A decisão de Hrabal permitiu que pelo menos alguns de seus trabalhos tenham atingido um âmbito mais amplo entre os leitores da Checoslováquia. Muitas de suas obras, porém, foram impressas apenas em edições clandestinas no exterior, incluindo possivelmente o seu mais poderoso romance Příliš hlučná samota (Muito Alto de uma Solidão).
Hrabal afastou-se do engajamento político, não sendo um dos signatários da Carta 77, um protesto contra o regime comunista, elaborado principalmente por Václav Havel, Jan Patočka, Zdeněk Mlynář, Jiří Hájek, e Pavel Kohout.
Os dois romances Hrabal mais conhecidos são Observados de Perto os Trens (Ostře sledované vlaky) (1965) e eu servi o Rei da Inglaterra (Obsluhoval jsem anglického krále), os quais foram transformados em filmes república pelo realizador checo, Jiří Menzel (1966 e 2006, respectivamente). Hrabal trabalhou em estreita colaboração com Menzel no guião para Observados de Perto os Trens que ganhou um Óscar em 1968. Os dois homens tornaram-se amigos íntimos e colaboraram em outros projectos de cinema, incluindo a longa metragem banida Cotovias em uma Seqüência de caracteres.
Hrabal foi um grande contador de histórias, grande parte das suas histórias tendo lugar no seu pub favorito, U zlatého tygra (No Tigre de Ouro) na Rua Husova em Praga. Ele conheceu o Presidente checo Václav Havel, o Presidente norte-Americano Bill Clinton e o embaixador dos Estados Unidos na ONU, Madeleine Albright em U zlatého tygra, em 11 de janeiro de 1994.

## Bibliografia

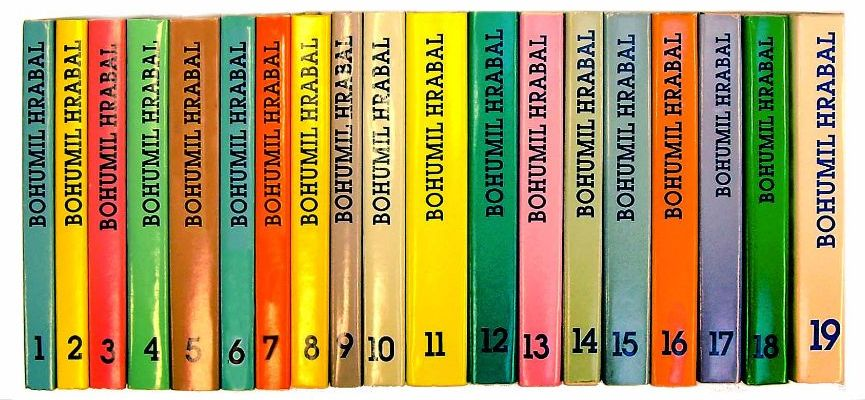
Obras completas em 19 volumes Pražská imaginace

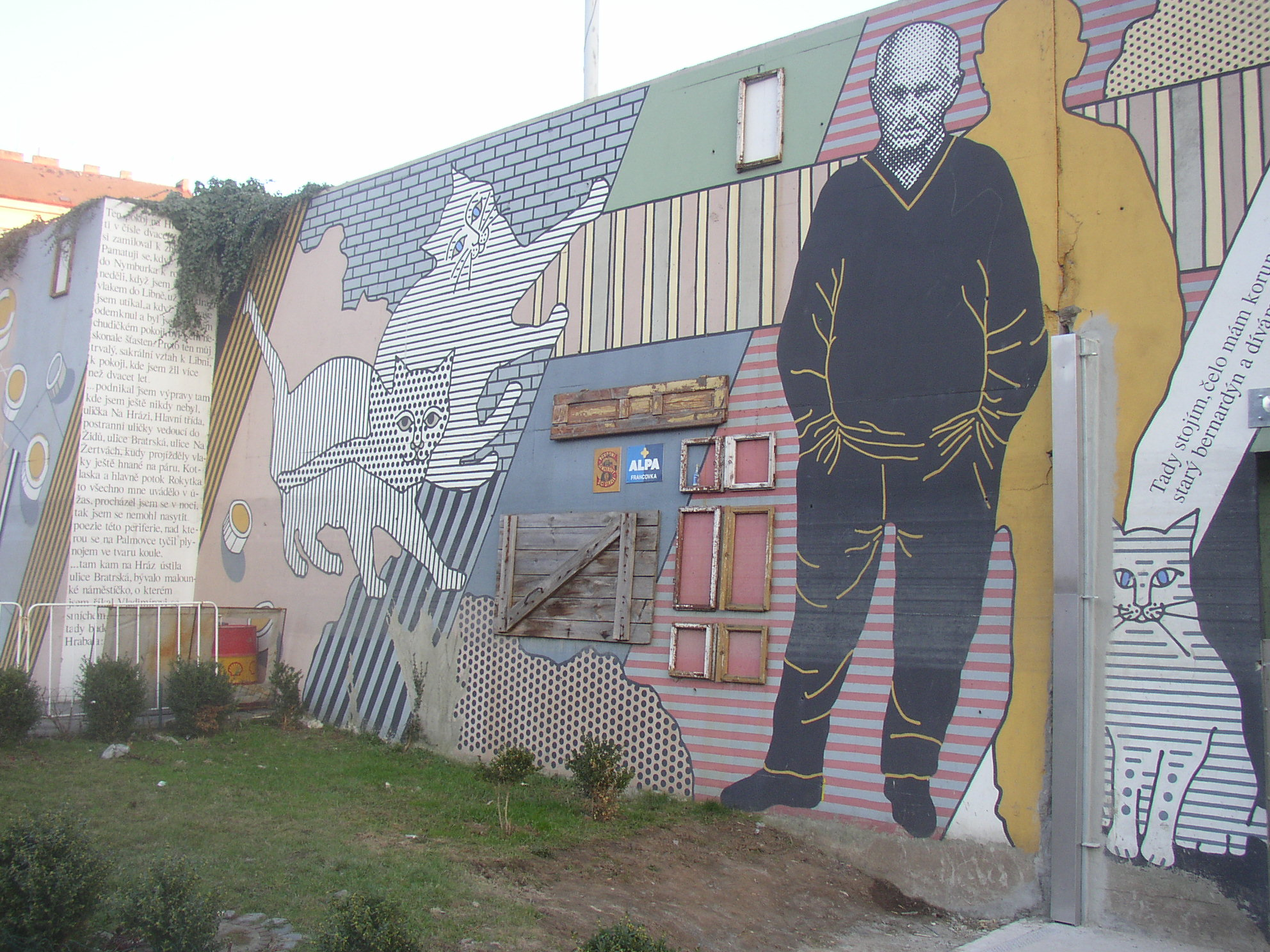
Bohumil Hrabal pintado entre seus amados gatos na "parede Hrabal" em Praga

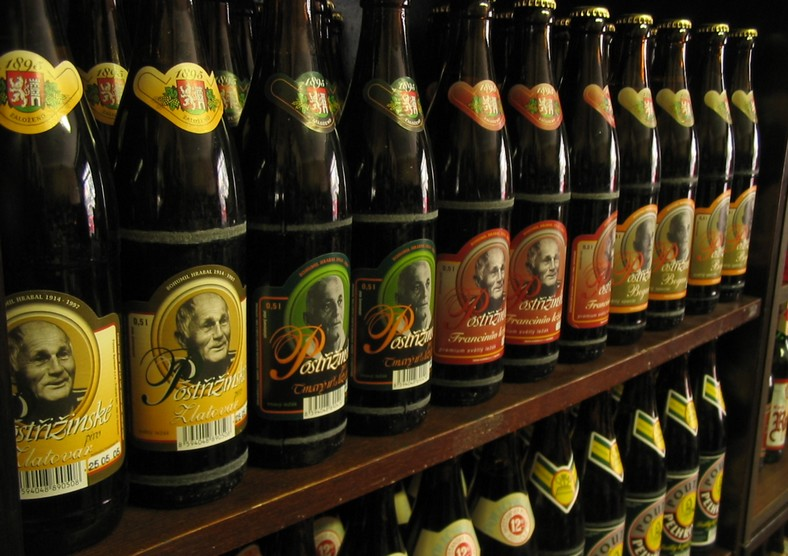
Retratos de Hrabal em cervejas Postřižinské

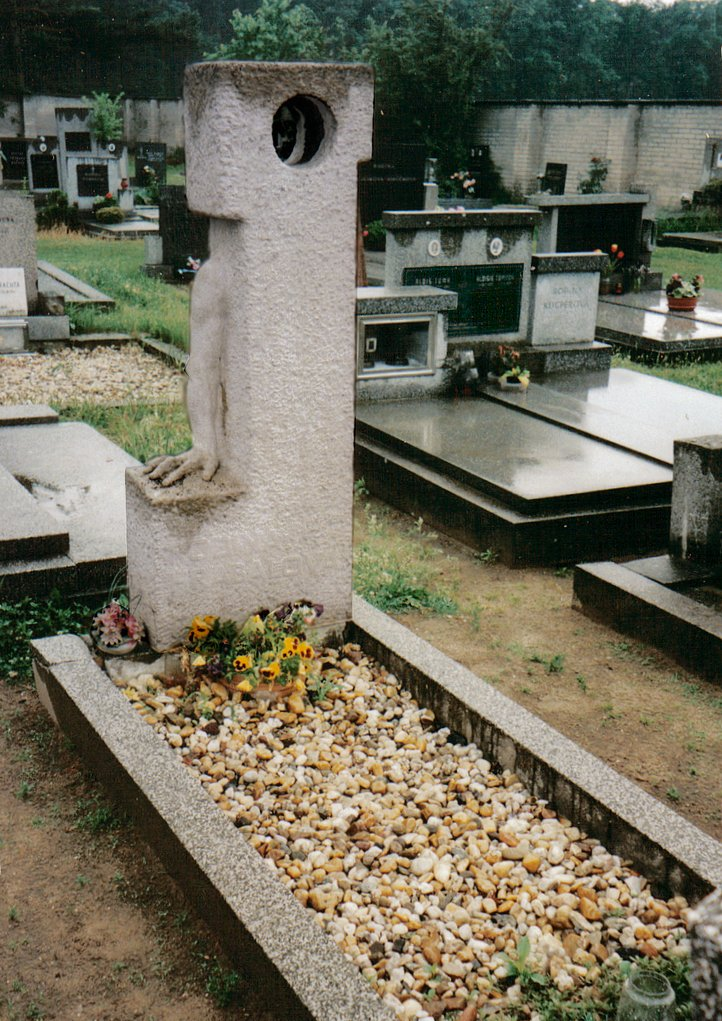
Túmulo de Hrabal

### Morte
Morreu quando caiu de uma janela do quinto andar do hospital Bulovka em Praga, onde estava aparentemente tentando alimentar os pombos. Foi notado que Hrabal morava no quinto andar do seu prédio e que o suicídio pulando de um quinto andar de janela foi mencionado em vários de seus livros. Ele foi enterrado na cripta da sua família no cemitério Hradištko. Como queria, foi enterrado num caixão de madeira com a inscrição Pivovar Polná (Polná Cervejaria), a cervejaria onde sua mãe e padrasto trabalharam.

### Estilo
Ele escreveu num estilo expressivo, altamente visual. Usava frases longas; na verdade, as suas obras Aulas de Dança para a Idade Avançada (Taneční hodiny pro starší um pokročilé) (1964) e Vita Nuova (1987) consistem em uma única frase. Dilemas políticas e a sua concomitante ambigüidade moral são um tema recorrente. Muitos das personagens de Hrabal são retratadas como "sábio tolos" — simplórios, com ocasionais, inadvertidamente, pensamentos profundos — que também são dadas a humor grosseiro à luxúria e a uma determinação para sobreviver e desfrutar de si mesmo a despeito das duras circunstâncias.
Muito do impacto da escrita de Hrabal deriva de sua justaposição da beleza e crueldade encontradas na vida quotidiana. Vivas representações da dor que os seres humanos, casualmente causam nos animais (como na cena em que famílias de ratos estão presas num compactador de papel) simbolizam a difusão de crueldade entre os seres humanos. O mundo do ser humano adulto é revelada como terrível, e, no final, talvez a única filosofia sã é uma linha descrita em Observados de Perto os Trens: "Você deveria ter ficado em casa na sua bunda". As suas caracterizações também podem ser cómicas, dando à sua prosa um aspecto barroco/medieval.
Juntamente com Jaroslav Hašek, Karel Capek e Milan Kundera — sátiros da mesma forma imaginativa e divertida — ele é considerado um dos maiores escritores checos do século 20. A autora Ewa Mazierska compara o seu trabalho com Ladislav Grosman na forma em que as suas obras literárias contêma normalmente a perfeita mistura de comédia e tragédia. Os seus trabalhos têm sido traduzido para 27 idiomas.

## Adaptações cinematográficas
- Fádní tarde com (Chato Tarde) (de 1964 . 14 min), dir. Ivan Passer (de um conto Śnięte tarde)
- Perličky gota (Pérolas No Chão) (de 1965 . 107 min)
- Smrt Dr. Baltazar (A Morte do Dr. Baltazar) (1966), dir. Jiří Menzel (do conto A Morte de Mr. Baltisbergera) um segmento do filme Pérolas do Deep
- Podvodníci (Cheaters) (1966), dir. Jan Nemec (de um conto de Falsários) um segmento do filme Pérolas do Deep
- Dům radosti (Casa da Alegria) (1966 . 22 min), dir. Evald Schorm (a partir do capítulo V, sobre os motivos da novela Bambini di Praga 1947) um segmento do filme Pérolas do Deep
- Automat Svět (No Mundo Refeitório) (1966), dir. Vera Chytilová (a partir de uma breve história do Mundo Bar) um segmento do filme Pérolas do Deep
- Romance (Romance) (1966), dir. Jaromil Jireš (a partir de uma breve história do Cigano Romance) um segmento do filme Pérolas do Deep
- Sběrné surovosti /Makabratura de Lixo (Loja) (1965, 31 min), dir. Juraj Herz (a partir de uma breve história do Barão de Munchhausen)
- Östra sledované vlaky (Vigiados, Trens) (1966, 79 min), dir. Jiří Menzel (com base em motivos do romance Vigiados de Perto os Trens)
- Skřivánčí em niti (Cotovias em uma Seqüência de caracteres) (1969, 90 min), dir. Jiří Menzel (a partir de motivos de histórias de Comprar Uma Casa Na Qual eu Não Quero Viver)
- Postřižiny (Postriziny) (1980, 94 min), dir. Jiří Menzel (baseado no romance Postriziny)
- Morské Perder (concluído como Magdaléna Příhodová) (1981) (com base em motivos do capítulo Como Uma Bela Luto do romance Sirene)
- Slavnosti sněženek (O Snowdrop Festival) (1983, 87 min), dir. Jiri Menzel (a partir de motivos de histórias de O Snowdrop Festival)
- Něžný barbar (Concurso Bárbaro) (1989, 88 min), dir. Petr Koliha (baseado no romance de Concurso Bárbaro)
- Andělské oči (Olhos de Anjo) (1994, 90 min), dir. Dušan Klein (do romance de Bambini di Praga 1947)
- Příliš hlučná samota / Une trop bruyante solidão / Allzu laute Einsamkeit (Muito Alto Solidão) (1995, 110 min), dir. Vera Cais (com base em motivos do romance Muito Alto Solidão)
- Obsluhoval jsem anglického krále / Ich habe den König englischen bedient / Obsluhoval som anglického Král / Öfelsége de pinças de Volta (eu servi o Rei da Inglaterra) (2006, 120 min), dir. Jiří Menzel (baseado no romance eu servi o Rei da Inglaterra)